# Metalaphria australis
Metalaphria australis là một loài ruồi trong họ Asilidae. Metalaphria australis được Ricardo miêu tả năm 1912. Loài này phân bố ở miền Australasia.